# 開写像定理 (複素解析)
複素解析において，開写像定理（かいしゃぞうていり，英: open mapping theorem）は次のような定理である．U が複素平面 C の領域であり，f: U → C が定数でない正則関数であれば，f は開写像である（領域保存則とも呼ばれる）．
開写像定理は正則性と実微分可能性の間のはっきりした違いを示している．例えば実数直線では可微分関数 f(x) = x2 は開写像ではない，なぜならば開区間 (−1, 1) の像は半開区間 [0, 1) だからである．
定理は例えば定数でない正則関数は開円板を複素平面内の直線の一部の上へと写すことはできないことを意味している．正則関数の像は実次元 0（定数関数のとき）あるいは 2（定数でないとき）になりうるが，1 には決してならない．

## 証明

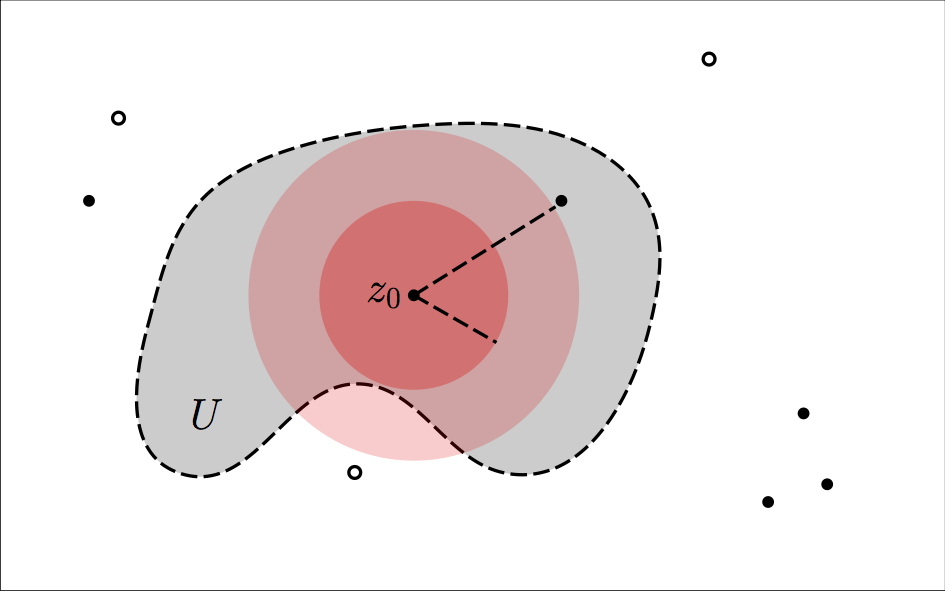
黒い点は g(z) の零点を表す．黒い輪は極を表す．開集合 U の境界は破線で与えられる．すべての極は開集合の外部にあることに注意．小さい方の赤い円板は B で，中心は z_{0} である．

f: U → C を定数でない正則関数とし，U を複素平面の領域とする．f(U) に属するすべての点が f(U) の内点であること，すなわち f(U) のすべての点が f(U) に含まれる近傍（開円板）を持つことを示さなければならない．
f(U) 内の任意の w0 を考える．すると U 内のある点 z0 が存在して w0 = f(z0) となる．U は開だから，ある d > 0 が存在して，z0 のまわりの半径 d の閉円板 B は U に完全に含まれる．関数 g(z) = f(z) − w0 を考える．z0 はその零点であることに注意．
g(z) は定数でない正則関数である．g の零点は一致の定理により孤立しており，必要ならば d を小さく取り直すことによって，g(z) は B 内に零点をただ1つしか持たないようにできる（がその重複度は 1 よりも大きいかもしれない）．
B の境界は円周でありしたがってコンパクトで，またその上で |g(z)| は正値連続関数なので，最大値の定理により正の最小値 e の存在が保証される，つまり，e は B の境界上の z に対する |g(z)| の最小値であり，e > 0 である．
D を w0 のまわりの半径 e の開円板とする．ルーシェの定理により，関数 g(z) = f(z) − w0 は，D 内の任意の w1に対して h(z) := f(z) − w1 と，B 内で（重複を込めて）同じ個数の零点を持つ．なぜならば，h(z) = g(z) + (w0 − w1) であり，B の境界上の z に対して |g(z)| ≥ e > |w0 - w1| だからである．したがって，D 内のすべての w1 に対して，f(z1) = w1 なる z1 ∈ B が少なくとも1つ存在する．これは円板 D が f(B) に含まれることを意味する．
B の像 f(B) は U の像 f(U) の部分集合である．したがって w0 は f(U) の内点である．w0 は f(U) の任意の点だったから，f(U) は開集合である．U は任意だったから，関数 f は開写像である．

## 応用
- 最大値の原理